# Heterosphecia
Heterosphecia é um gênero de traça pertencente à família Brachodidae.